# Vespiodes katangensis
Vespiodes katangensis är en tvåvingeart som först beskrevs av Joseph Charles Bequaert 1940.  Vespiodes katangensis ingår i släktet Vespiodes och familjen Mydidae.
Artens utbredningsområde är Kongo. Inga underarter finns listade i Catalogue of Life.